# Modřice
Modřice település Csehországban, a Brno-vidéki járásban. Modřice Popovice, Moravany, Brno és Želešice településekkel határos. Lakosainak száma 5656 fő (2024. január 1.).

## Népesség
A település lakosságának változását az alábbi diagram mutatja:
| Lakosok száma | 1619 | 2014 | 2237 | 2787 | 4115 | 4845 | 5053 | 5296 | 5487 | 5656 |
|               | 1869 | 1900 | 1921 | 1961 | 1980 | 2011 | 2016 | 2019 | 2021 | 2024 |